# كيلي بلاتز
كيلي بلاتز (بالإنجليزية: Kelly Blatz)‏ مواليد 16 يونيو 1987 في كاليفورنيا، الولايات المتحدة، هو ممثل أمريكي بدأ مسيرته الفنية عام 2004.

## الأعمال
- ليلة حفل التخرج
- 90210
- صوني ويذ أه تشانس

## وصلات خارجية
- كيلي بلاتز على موقع IMDb (الإنجليزية)
- كيلي بلاتز على موقع ألو سيني (الفرنسية)
- كيلي بلاتز على موقع ميوزك برينز (الإنجليزية)
- كيلي بلاتز على موقع أول موفي (الإنجليزية)
- كيلي بلاتز على موقع قاعدة بيانات الأفلام السويدية (السويدية)
- كيلي بلاتز على موقع قاعدة بيانات الفيلم (الإنجليزية)
- كيلي بلاتز على موقع كينوبويسك (الروسية)